# Premiul Janusz A. Zajdel
Premiul Janusz A. Zajdel (în poloneză Nagroda im. Janusza A. Zajdla) este un premiu literar polonez în domeniul ficțiunii științifico-fantastice și fantastice acordat de fandomul polonez. Este acordat de către participanții convenției Polcon, începând cu anul 1984. A fost numit în cinstea scriitorului polonez Janusz Zajdel.
Primul laureat a fost Janusz A. Zajdel pentru romanul Paradyzja. Zajdel a murit la 19 iulie 1985, iar după moartea sa, prin decizia cluburilor, premiul a primit numele actual. Acesta este de obicei acordat de Jadwiga Zajdel, văduva scriitorului, care a preluat patronajul onorific.
Se acordă premii pentru două categorii: roman și povestire.

## Lista câștigătorilor
Anul listat este anul publicării. Din 1992, romanele și povestirile au fost luate în calcul separat.
| An   | Roman                                                     | Povestire                                                               |
| ---- | --------------------------------------------------------- | ----------------------------------------------------------------------- |
| 1984 | Janusz Zajdel, Paradyzja                                  |                                                                         |
| 1985 | Marek Baraniecki, Głowa Kasandry                          |                                                                         |
| 1986 | Niciun premiu                                             | Niciun premiu                                                           |
| 1987 | Niciun premiu                                             | Niciun premiu                                                           |
| 1988 | Edmund Wnuk-Lipiński, Rozpad połowiczny                   |                                                                         |
| 1989 | Niciun premiu                                             | Niciun premiu                                                           |
| 1990 |                                                           | Andrzej Sapkowski, Mniejsze zło                                         |
| 1991 |                                                           | Marek S. Huberath, Kara większa                                         |
| 1992 | Feliks Wiktor Kres, Król bezmiarów                        | Andrzej Sapkowski, Miecz przeznaczenia                                  |
| 1993 | Niciun premiu                                             | Andrzej Sapkowski, W leju po bombie                                     |
| 1994 | Andrzej Sapkowski, Krew elfów                             | Ewa Białołęcka, Tkacz Iluzji                                            |
| 1995 | Rafał Aleksander Ziemkiewicz, Pieprzony los kataryniarza  | Konrad Tomasz Lewandowski, Noteka 2015                                  |
| 1996 | Tomasz Kołodziejczak, Kolory sztandarów                   | Rafał A. Ziemkiewicz, Śpiąca królewna                                   |
| 1997 | Marek S. Huberath, Druga podobizna w alabastrze           | Ewa Białołęcka, Błękit Maga                                             |
| 1998 | Rafał A. Ziemkiewicz, Walc stulecia                       | Anna Brzezińska, A kochał ją aż strach                                  |
| 1999 | Marek S. Huberath, Gniazdo światów                        | Antonina Liedtke, CyberJoly Drim                                        |
| 2000 | Anna Brzezińska, Żmijowa harfa                            | Jacek Dukaj, Katedra                                                    |
| 2001 | Jacek Dukaj, Czarne oceany                                | Andrzej Ziemiański, Autobahn nach Poznań                                |
| 2002 | Andrzej Sapkowski, Narrenturm                             | Andrzej Pilipiuk, Kuzynki                                               |
| 2003 | Jacek Dukaj, Inne pieśni                                  | Andrzej Ziemiański, Zapach szkła                                        |
| 2004 | Jacek Dukaj, Perfekcyjna niedoskonałość                   | Anna Brzezińska, Wody głębokie jak niebo                                |
| 2005 | Jarosław Grzędowicz, Pan Lodowego Ogrodu, tom I           | Jarosław Grzędowicz, Wilcza zamieć                                      |
| 2006 | Jarosław Grzędowicz, Popiół i kurz                        | Maja Lidia Kossakowska, Smok tańczy dla Chung Fonga                     |
| 2007 | Jacek Dukaj, Lód                                          | Wit Szostak, Miasto grobów. Uwertura                                    |
| 2008 | Rafał Kosik, Kameleon                                     | Anna Kańtoch, Światy Dantego                                            |
| 2009 | Anna Kańtoch, Przedksiężycowi, tom 1                      | Robert M. Wegner, Wszyscy jesteśmy Meekhańczykami                       |
| 2010 | Jacek Dukaj, Król Bólu i pasikonik                        | Anna Kańtoch, Duchy w maszynach                                         |
| 2011 | Maja Lidia Kossakowska, Grillbar Galaktyka                | Jakub Ćwiek, Bajka o trybach i powrotach                                |
| 2012 | Robert M. Wegner, Niebo ze stali                          | Robert M. Wegner, Jeszcze jeden bohater                                 |
| 2013 | Krzysztof Piskorski⁠(pl)[traduceți], Cienioryt             | Anna Kańtoch, Człowiek nieciągły                                        |
| 2014 | Michał Cholewa, Forta                                     | Anna Kańtoch, Sztuka porozumienia                                       |
| 2015 | Robert Wegner, Pamięć wszystkich słów                     | Robert M. Wegner, Milczenie owcy                                        |
| 2016 | Krzysztof Piskorski⁠(pl)[traduceți], Czterdzieści i cztery | Łukasz Orbitowski și Michał Cetnarowski⁠(pl)[traduceți], Wywiad z Borutą |
| 2017 | Rafał Kosik, Różaniec                                     | Marta Kisiel⁠(pl)[traduceți], Szaławiła                                  |

## Legături externe
- http://www.zajdel.art.pl/ Site-ul oficial

## Vezi și
- Științifico-fantasticul în Polonia
- Listă de premii SF